# Marathon van Nagoya 2009
De marathon van Nagoya 2009 werd gelopen op zondag 8 maart 2009. Het was de 30e editie van deze marathon. Alleen vrouwelijke elitelopers mochten aan de wedstrijd deelnemen.
De Japanse Yoshiko Fujinaga kwam als eerste over de finish in 2:28.13.

## Uitslagen
| rang   | naam             | land | tijd    |
| ------ | ---------------- | ---- | ------- |
| Goud   | Yoshiko Fujinaga | JPN  | 2:28.13 |
| Zilver | Chika Horie      | JPN  | 2:29.09 |
| Brons  | Yuko Machida     | JPN  | 2:29.35 |
| 4      | Mayumi Fujita    | JPN  | 2:29.56 |
| 5      | Kiyomi Ogawa     | JPN  | 2:29.58 |
| 6      | Yumi Hirata      | JPN  | 2:30.16 |
| 7      | Ayumi Nakayama   | JPN  | 2:30.53 |
| 8      | Hitomi Niiya     | JPN  | 2:30.58 |
| 9      | Caroline Kilel   | KEN  | 2:31.42 |
| 10     | Yoshie Kitomi    | JPN  | 2:32.08 |
| 11     | Aya Manome       | JPN  | 2:33.18 |
| 12     | Yuka Ezaki       | JPN  | 2:34.51 |
| 13     | Bai Xue          | CHN  | 2:35.17 |
| 14     | Sumiko Suzuki    | JPN  | 2:35.51 |
| 15     | Mika Hikita      | JPN  | 2:36.35 |
| 16     | Chihiro Tanaka   | JPN  | 2:38.08 |
| 17     | Saori Kawai      | JPN  | 2:38.44 |
| 18     | Thabita Tsatsa   | ZIM  | 2:38.52 |
| 19     | Miki Oka         | JPN  | 2:38.53 |
| 20     | Haruko Okamoto   | JPN  | 2:39.51 |
| 21     | Lidia Şimon      | ROU  | 2:41.12 |
| 22     | Mika Hikichi     | JPN  | 2:43.43 |
| 23     | Miduki Nakahara  | JPN  | 2:45.29 |
| 24     | Mizue Kishi      | JPN  | 2:45.50 |
| 25     | Wakana Osako     | JPN  | 2:46.13 |

1984 ·
1985 ·
1986 ·
1987 ·
1988 ·
1989 ·
1990 ·
1991 ·
1992 ·
1993 ·
1994 ·
1995 ·
1996 ·
1997 ·
1998 ·
1999 ·
2000 ·
2001 ·
2002 ·
2003 ·
2004 ·
2005 ·
2006 ·
2007 ·
2008 ·
2009 ·
2010 ·
2011 ·
2012 ·
2013 ·
2014 ·
2015 ·
2016 ·
2017